# Globulation 2
Globulation 2 is een vrij real-time strategy computerspel. Het is vrije software uitgebracht onder de GPL en is beschikbaar voor Linux, BSD, Mac en Windows. Het spel beperkt het micromanagement door de taken uit te voeren die de speler toewijst aan eenheden. De speler kan zich hierdoor richten op strategieën en hoeft zich minder bezig te houden met de bezigheden van elke individuele eenheid.
De speler kan spelen tegen één of meer computergestuurde tegenstanders in een singleplayer-match. Daarnaast kan men multiplayer spelen via LAN en via Ysagoon Online Gaming, de online service van Globulation 2.

## Gameplay
Het spel bevat drie soorten eenheden: Warriors, Workers en Explorers die zich respectievelijk bezighouden met gevechten, het bouwen van gebouwen en het verkennen van de omgeving. De Workers verzamelen ook de benodigde grondstoffen. Eenheden kunnen indirect een opdracht gegeven worden door ze toe te wijzen aan een taak, zoals het construeren van een nieuw gebouw. Ze kunnen naar een bepaald gedeelte van de map gestuurd worden door flags te plaatsen. Voor elk van de drie soorten eenheden is er een flag om eenheden van dat type naar een gebied te sturen. Daar aangekomen bepalen ze zelf welke taak ze zullen uitvoeren.

## Techniek
Globulation is geschreven in C++. Het maakt gebruik van SDL en het ondersteunt OpenGL.
Het spel bevat een geïntegreerde leveleditor en een menu om campagnes te maken.